# Stefan Schäfer
Stefan Schäfer (Forst, 6 de enero de 1986) es un deportista alemán que compitió en ciclismo en las modalidades de pista y ruta. Ganó una medalla de bronce en el Campeonato Europeo de Ciclismo en Pista de 2017, en la prueba de medio fondo.

## Medallero internacional
| Campeonato Europeo | Campeonato Europeo | Campeonato Europeo | Campeonato Europeo |
| Año                | Lugar              | Medalla            | Competición        |
| ------------------ | ------------------ | ------------------ | ------------------ |
| 2017               | Berlín (Alemania)  | Medalla de bronce  | Medio fondo        |

## Palmarés
2008
- 1 etapa del Tour de Thüringe

2009
- Memoriał Henryka Łasaka

2010
- 1 etapa de la Vuelta a Serbia
- 1 etapa del Tour de Bulgaria

2011
- 1 etapa del Cinturón a Mallorca
- Tour de Grecia, más 2 etapas
- Campeonato de Alemania Persecución por Equipos (haciendo equipo con Nikias Arndt, Henning Bommel y Franz Schiewer)

2013
- Campeonato de Alemania Persecución
- Campeonato de Alemania Persecución por Equipos (haciendo equipo con Felix Donath, Roger Kluge y Franz Schiewer)

2014
- 1 etapa del Istrian Spring Trophy